# Museo civico aufidenate Antonio De Nino
Il Museo civico aufidenate Antonio De Nino è un museo archeologico situato ad Alfedena, in provincia dell'Aquila.

## Storia
Il museo è stato fondato nel 1897 per raccogliere i reperti trovati durante gli scavi della necropoli sannita di Alfedena-Campo Consolino. Le campagne di scavo della fine del XIX secolo, ad opera di Antonio De Nino prima e di Lucio Mariani poi, hanno riportato alla luce tombe datate dal VI al IV secolo a.C.

## Collezioni
L'esposizione riguarda i corredi funerari rinvenuti durante gli scavi. Di particolare interesse una corazza a tre dischi, una coppia di kardiophylax ed un cinturone in bronzo.